# Dylan Perceval-Maxwell
Dylan Perceval-Maxwell est un écologiste et homme politique québécois, membre du Parti vert du Canada depuis les années 1980 et candidat aux élections fédérales canadiennes.

## Biographie
Perceval-Maxwell est né à Montréal. Il est l'instigateur du projet Bio-Bus, mis à l'essai, en 2002 par la Société de transport de Montréal. Le projet, d'une durée d'un an et doté d'un budget de 1,3 million de dollars, visait à démontrer l'efficacité d'autobus fonctionnant au biodiesel et étudier l'utilisation du biodiesel en hiver. Le projet a également servi à évaluer les impacts économiques et environnementaux liés à l’utilisation de ce carburant fabriqué à partir d’huiles végétales ou de graisses animales non comestibles et recyclées.

## Résultats électoraux

### Alfred-Pellan
|                          | Nom                      | Parti politique          | Voix   | %       | Majorité |
| ------------------------ | ------------------------ | ------------------------ | ------ | ------- | -------- |
|                          | Rosane Doré Lefebvre     | NPD                      | 23 098 | 42,09 % | 10 594   |
|                          | Robert Carrier (sortant) | Bloc québécois           | 12 504 | 22,79 % |          |
|                          | Angelo Iacono            | Libéral                  | 12 070 | 22 %    |          |
|                          | Pierre Lefebvre          | Conservateur             | 6 157  | 11,22 % |          |
|                          | Dylan Perceval-Maxwell   | Vert                     | 798    | 1,45 %  |          |
|                          | Régent Millette          | Indépendant              | 245    | 0,45 %  |          |
| Total des votes valides  | Total des votes valides  | Total des votes valides  | 54 872 | 98,66 % |          |
| Total des votes rejetés  | Total des votes rejetés  | Total des votes rejetés  | 745    | 1,34 %  |          |
| Total des votes exprimés | Total des votes exprimés | Total des votes exprimés | 55 617 | 65,91 % |          |
| Électeurs inscrits       | Électeurs inscrits       | Électeurs inscrits       | 84 383 |         |          |

### Laurier—Sainte-Marie
|                          | Nom                      | Parti politique          | Voix   | %       | Majorité |
| ------------------------ | ------------------------ | ------------------------ | ------ | ------- | -------- |
|                          | Gilles Duceppe (sortant) | Bloc québécois           | 24 103 | 50,24 % | 15 305   |
|                          | Sébastien Caron          | Libéral                  | 8 798  | 18,34 % |          |
|                          | François Grégoire        | NPD                      | 8 209  | 17,11 % |          |
|                          | Dylan Perceval-Maxwell   | Vert                     | 3 801  | 7,92 %  |          |
|                          | Charles K. Langford      | Conservateur             | 2 320  | 4,84 %  |          |
|                          | François Yo Gourd        | Parti Rhinocéros         | 447    | 0,93 %  |          |
|                          | Serge Lachapelle         | Marxiste-léniniste       | 118    | 0,25 %  |          |
|                          | Daniel "F4J" Laforest    | Indépendant              | 93     | 0,19 %  |          |
|                          | Samie Pagé-Quirion       | Parti communiste         | 86     | 0,18 %  |          |
| Total des votes valides  | Total des votes valides  | Total des votes valides  | 47 975 | 99,16 % |          |
| Total des votes rejetés  | Total des votes rejetés  | Total des votes rejetés  | 406    | 0,84 %  |          |
| Total des votes exprimés | Total des votes exprimés | Total des votes exprimés | 48 381 | 61,1 %  |          |
| Électeurs inscrits       | Électeurs inscrits       | Électeurs inscrits       | 79 183 |         |          |

|                          | Nom                      | Parti politique          | Voix   | %       | Majorité |
| ------------------------ | ------------------------ | ------------------------ | ------ | ------- | -------- |
|                          | Gilles Duceppe (sortant) | Bloc québécois           | 26 773 | 54,69 % | 18 608   |
|                          | François Grégoire        | NPD                      | 8 165  | 16,68 % |          |
|                          | Soeung Tang              | Libéral                  | 6 095  | 12,45 % |          |
|                          | Dylan Perceval-Maxwell   | Vert                     | 4 064  | 8,3 %   |          |
|                          | Carlos De Sousa          | Conservateur             | 3 124  | 6,38 %  |          |
|                          | Nicky Tanguay            | Parti marijuana          | 338    | 0,69 %  |          |
|                          | Jocelyne Leduc           | Indépendant              | 157    | 0,32 %  |          |
|                          | Ginette Boutet           | Marxiste-léniniste       | 137    | 0,28 %  |          |
|                          | Evelyn Elizabeth Ruiz    | Parti communiste         | 100    | 0,2 %   |          |
| Total des votes valides  | Total des votes valides  | Total des votes valides  | 48 953 | 99,21 % |          |
| Total des votes rejetés  | Total des votes rejetés  | Total des votes rejetés  | 392    | 0,79 %  |          |
| Total des votes exprimés | Total des votes exprimés | Total des votes exprimés | 49 345 | 61,26 % |          |
| Électeurs inscrits       | Électeurs inscrits       | Électeurs inscrits       | 80 549 |         |          |

|                          | Nom                      | Parti politique          | Voix   | %       | Majorité |
| ------------------------ | ------------------------ | ------------------------ | ------ | ------- | -------- |
|                          | Gilles Duceppe (sortant) | Bloc québécois           | 28 728 | 60,07 % | 20 274   |
|                          | Jean-François Thibault   | Libéral                  | 8 454  | 17,68 % |          |
|                          | François Grégoire        | NPD                      | 5 779  | 12,08 % |          |
|                          | Dylan Perceval-Maxwell   | Vert                     | 2 912  | 6,09 %  |          |
|                          | Pierre Albert            | Conservateur             | 1 224  | 2,56 %  |          |
|                          | Nicky Tanguay            | Parti marijuana          | 572    | 1,2 %   |          |
|                          | Ginette Boutet           | Marxiste-léniniste       | 154    | 0,32 %  |          |
| Total des votes valides  | Total des votes valides  | Total des votes valides  | 47 823 | 98,56 % |          |
| Total des votes rejetés  | Total des votes rejetés  | Total des votes rejetés  | 700    | 1,44 %  |          |
| Total des votes exprimés | Total des votes exprimés | Total des votes exprimés | 48 523 | 60,1 %  |          |
| Électeurs inscrits       | Électeurs inscrits       | Électeurs inscrits       | 80 741 |         |          |

|                          | Nom                      | Parti politique          | Voix   | %       | Majorité |
| ------------------------ | ------------------------ | ------------------------ | ------ | ------- | -------- |
|                          | Gilles Duceppe (sortant) | Bloc québécois           | 23 473 | 52,79 % | 12 022   |
|                          | Jean-Philippe Côté       | Libéral                  | 11 451 | 25,75 % |          |
|                          | Dylan Perceval-Maxwell   | Vert                     | 2 169  | 4,88 %  |          |
|                          | Marc-Boris St-Maurice    | Parti marijuana          | 2 156  | 4,85 %  |          |
|                          | Richard Chartier         | NPD                      | 2 111  | 4,75 %  |          |
|                          | Jean-François Tessier    | P.-C.                    | 1 879  | 4,23 %  |          |
|                          | Stéphane Prud'homme      | Alliance canadienne      | 960    | 2,16 %  |          |
|                          | Ginette Boutet           | Marxiste-léniniste       | 269    | 0,6 %   |          |
| Total des votes valides  | Total des votes valides  | Total des votes valides  | 44 468 | 97,34 % |          |
| Total des votes rejetés  | Total des votes rejetés  | Total des votes rejetés  | 1 215  | 2,66 %  |          |
| Total des votes exprimés | Total des votes exprimés | Total des votes exprimés | 45 683 | 57,75 % |          |
| Électeurs inscrits       | Électeurs inscrits       | Électeurs inscrits       | 79 109 |         |          |

|                          | Nom                      | Parti politique          | Voix   | %       | Majorité |
| ------------------------ | ------------------------ | ------------------------ | ------ | ------- | -------- |
|                          | Gilles Duceppe (sortant) | Bloc québécois           | 26 546 | 54,65 % | 15 392   |
|                          | David Ly                 | Libéral                  | 11 154 | 22,96 % |          |
|                          | Yannick Deschênes        | P.-C.                    | 5 808  | 11,96 % |          |
|                          | François Degardin        | NPD                      | 2 180  | 4,49 %  |          |
|                          | F. Rhino Gourd           | Indépendant              | 1 255  | 2,58 %  |          |
|                          | Dylan Perceval-Maxwell   | Vert                     | 1 167  | 2,4 %   |          |
|                          | Serge Lachapelle         | Marxiste-léniniste       | 338    | 0,7 %   |          |
|                          | Mathieu Ravignat         | Indépendant              | 123    | 0,25 %  |          |
| Total des votes valides  | Total des votes valides  | Total des votes valides  | 48 571 | 95,55 % |          |
| Total des votes rejetés  | Total des votes rejetés  | Total des votes rejetés  | 2 260  | 4,45 %  |          |
| Total des votes exprimés | Total des votes exprimés | Total des votes exprimés | 50 831 | 70,01 % |          |
| Électeurs inscrits       | Électeurs inscrits       | Électeurs inscrits       | 72 606 |         |          |